# Abantis zambesiaca
Abantis zambesiaca, tên phổ biến là bướm nhảy thiên đường Zambezi, là một loài bướm ngày thuộc họ Bướm nhảy. Loài này được tìm thấy ở tây và nam Tanzania, Cộng hòa Dân chủ Congo (Shaba), Zambia, Malawi, Namibia (Caprivi), Mozambique và Zimbabwe. Môi trường sống của loài này là xa van và rừng Brachystegia.
Con trưởng thành mọc cánh từ tháng 8 đến tháng 11 và từ tháng 2 đến tháng 5.
Ấu trùng của loài này ăn Pericopsis angolensis và Swartzia madagascariensis.